# Belyana

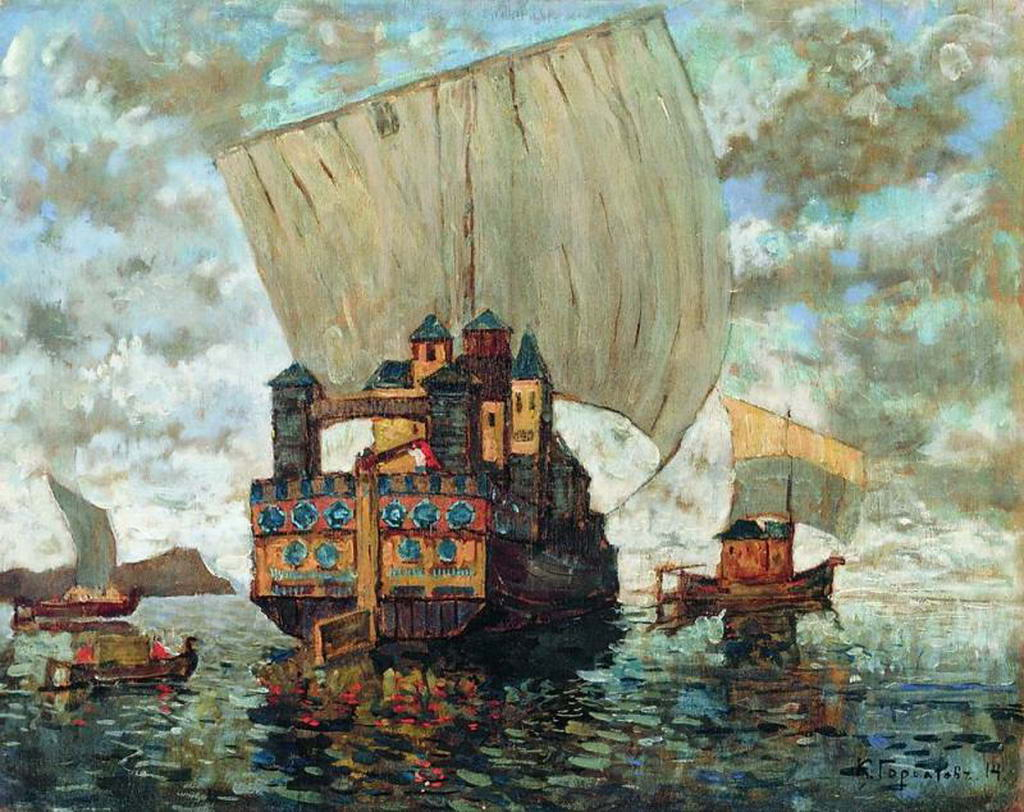
Constantin Gorbatov, Belyani (1914)

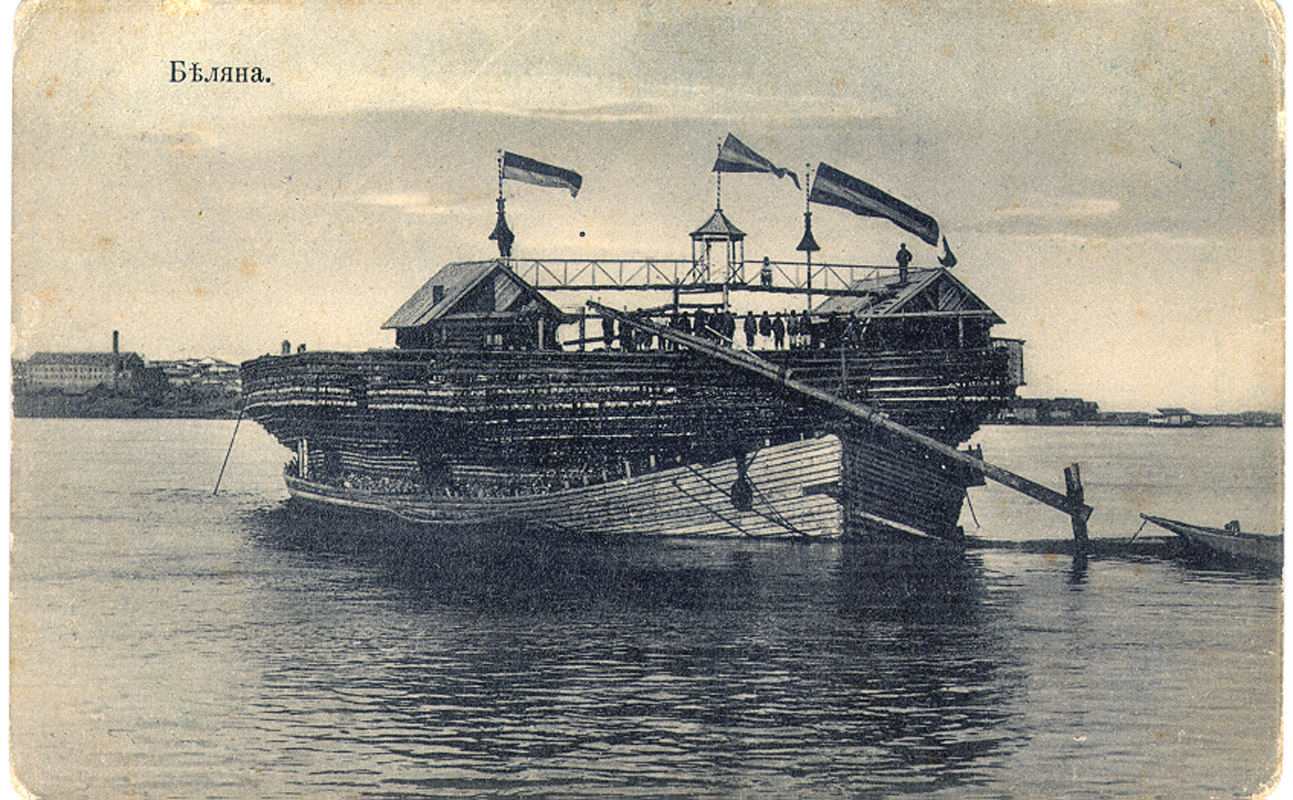
Belyana. Début XXe siècle

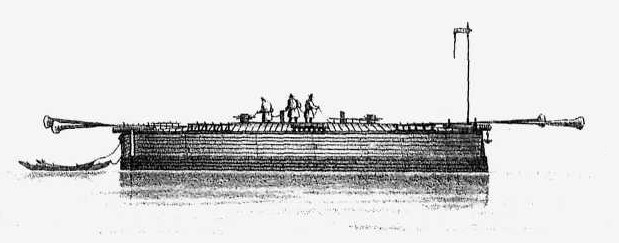
Belyana. Illustration tirée du livre de dessins compilé par PA Bogoslavsky pour le livre sur la construction navale marchande en Russie.

Une Belyana (russe : Беляна) est une barge à fond plat en bois, non goudronnée, utilisée pour le flottage du bois le long des rivières Volga et Kama au XIXe siècle - début du XXe siècle. C'est un navire jetable comptant parmi les plus grands navires en bois jamais construits. 

## Conception
Les Belyani ont été construites sur les lieux d'extraction du bois dans la région de la Haute Volga et sur la Kama, et ont été conçues pour un seul voyage en aval. Structurellement, elles étaient les descendantes des nassads (Насад (ru)) et ont conservé bon nombre de leurs propriétés. La cargaison principale était le bois, dans certains cas la fibre d'écorce (russe : Лыко), les nattes et autres marchandises similaires. Pour la navigabilité, elles étaient équipées d'une voile en toile de jute (russe : рогожи). La longueur de la coque a atteint 100 mètres, la largeur - 25 mètres, la hauteur - 5 mètres, la capacité de charge - jusqu'à 10 000 tonnes . Le matériau de la coque était du meilleur bois, mais la coque n'était pas goudronnée, ce qui a déterminé le nom d'un tel navire (беляна, est à rapprocher du mot russe : белый, belyy, blanc, par opposition aux navires goudronnés qui étaient noirs). La cargaison pouvait être placée dans la coque et dans la superstructure avec une expansion progressive sur les côtés (jusqu'à 2,5 - 3 mètres). Le pont supérieur n'a pas été fourni et la résistance acceptable de la structure du navire a été obtenue grâce à un empilement dense de bois chargé. Deux ou trois portes pour les ancres et les sondes ont été installées directement au-dessus de la cargaison posée, et des cabanes (казёнки) ont également été érigées, là où l'équipage a vécu pendant le flottage . 
Les Belyani flottaient principalement jusqu'à Tsaritsyne (aujourd'hui Volgograd), où le bois semi-fini et la coque étaient démantelés pour le bois de chauffage ou allaient aux scieries pour un traitement final. Elles n'allaient pas plus loin qu'Astrakhan sur la mer Caspienne. Au cours des années particulièrement actives, jusqu'à 150 de ces navires ont navigué sur la Volga. 
Les Belyani ont prospéré au milieu du XIXe siècle, c'est-à-dire au début de l'arrivée massive des bateaux à vapeur sur les rivières. Au début, les bateaux à vapeur fonctionnaient exclusivement avec du bois de chauffage, qui devait être apporté dans les villes de la basse Volga, où dominaient les étendues de steppe. 
Les belyani étaient construites à Vetlouga dans trois chantiers navals, le plus célèbre d'entre eux étant Bakovskaya.